# Odemaris Ruiz
Odemaris Ruiz (Ciudad de México, 19 de octubre de 1987) es una actriz mexicana, conocida por intepretar varias producciones para Televisa.

## Biografía
Inició su carrera profesional a los 6 años de edad. También formó parte del jurado de Mini estrellas en Sábado Gigante, conducido por Don Francisco. A los 11 años fue invitada a interpretar a Gina en la telenovela infantil El diario de Daniela, al lado de Daniela Luján. Después de cinco años, y ya siendo una adolescente, en 2004 reaparece en la telenovela Rubí, compartiendo escenas con Bárbara Mori. También ha actuado en varios episodios de Mujer, casos de la vida real. Ha tenido participaciones en La rosa de Guadalupe, Como dice el dicho, Amorcito corazón y La malquerida. También estudió la carrera de Ciencias de la comunicación en la Universidad Nacional Autónoma de México.

## Filmografía

### Telenovelas
- Marisol (1996). Vanessa Garcés del Valle (niña).[9]
- Sentimientos ajenos (1996). Leonor (niña).[9]
- Salud, dinero y amor (1997). Estrella Pérez (niña).[9]
- El diario de Daniela (1998). Gina[10]
- Rubí (2004). Tania Huertas[11]
- La esposa virgen (2005). Susana Palacios.[9]
- Amorcito corazón (2011). Juanita
- La malquerida (2014). Juana / Julianita
- Diseñando tu amor (2021)
- S.O.S me estoy enamorando (2021)
- Corazón guerrero (2022)
- Papás por conveniencia (2024).

### Series y programas de televisión
- Mujer, casos de la vida real (1996)[9]
- Sábado gigante (1997)
- XHDRBZ (2002). Varios personajes
- La familia P. Luche (2002). (Capítulo: El cumpleaños de Ludoviquito)
- En Familia Con Chabelo (2002-2007). Edecán[12]
- Central de abasto (2008). Ximena[13]
- La rosa de Guadalupe (2009-2013). Varios personajes.[9]
- Historias delirantes (2011). Magdalena
- Como dice el dicho (2011-2018). Varios personajes
- Nueva vida (2013). Varios personajes
- Noches con Platanito. Ella misma
- Hasta que te conocí (2016). Marcia
- El César (2017). Nereida
- Sin miedo a la verdad (2018). Melissa
- Comamos México. Ella misma
- Silvia Pinal, frente a ti (2019). Livia (adolescente)[14][15]

### Películas y cortometrajes
- Coralia: 1 boda y 7 funerales (1995). Betzabe
- Yuri, mi verdadera historia (1998). Yuri (niña)
- In the Age of Covid (2022). Ella misma